# Сарајевски атентат (филм из 1968)
Сарајевски атентат је југословенски филм из 1968. године. Режирао га је Фадил Хаџић, који је написао и сценарио. Премијерно је приказан 14. новембра 1968. године.

## Радња
Атентат Гаврила Принципа на аустријског престолонаследника Франца Фердинанда у јуну 1914. године у Сарајеву био је велики ударац за Хабзбуршку монархију. Оквир ове теме чини лична драма једног од припадника Младе Босне који животну катаклизму почиње у тим драматичним данима, а завршава се на крају Другог светског рата.
Године 1945. у Сарајеву рањени млади партизан упада у непознати стан тражећи уточиште. У стану опази уоквирену фотографију чланова некадашње организације Млада Босна, на којој је и тада млади власник стана у који се склонио, у друштву Гаврила Принципа, атентатора на надвојводу Франца Фердинанда и његову супругу у Сарајеву 1914. Време радње враћа се у прошлост, у 1914. кад Гаврило Принцип, Недељко Чабриновић, Васа Чубриловић и остали припадници Младе Босне, међу којима и Симо, будући власник стана у који ће се склонити рањени партизан, припремају атентат.

## Улоге
| Глумац              | Улога                     |
| ------------------- | ------------------------- |
| Предраг Финци       | Гаврило Принцип           |
| Берт Сотлар         | Франц Фердинанд           |
| Лучина Виничка      | Софија Хотек              |
| Светолик Никачевић  | Старији Симо Милић        |
| Бранко Личен        | Млађи Симо Милић          |
| Бранко Милићевић    | Рањени илегалац           |
| Фарук Беголи        | Недељко Чабриновић        |
| Недим Ђухерић       | Данило Илић               |
| Влајко Шпаравало    | Васа Чубриловић           |
| Макс Фуријан        | Оскар Поћорек             |
| Јанез Рохачек       | Истражни судија           |
| Ранко Гучевац       | Полицијски агент          |
| Азра Ченгић         | Софијина пратиља          |
| Франек Трефалт      | Немачки официр            |
| Мајда Потокар       | Госпођица Хера            |
| Есад Казазовић      | Отац Симе Милића          |
| Вања Албахари       | Трифко Грабеж             |
| Наташа Нешовић      | Супруга Оскара Поћорека   |
| Беба Селимовић      | Певачица                  |
| Михајло Мрваљевић   | Полицијски истражитељ     |
| Милан Босиљчић Бели | Ађутант Оскара Поћорека   |
| Стеван Штукеља      | Ађутант Франца Фердинанда |

## Занимљивост
Своју другу филмску улогу остварио је у филму Бранислав Бранко Милићевић, касније творац легендарне дечје емисије "Коцка, коцка, коцкица".